# Христианство в Беларуси
Христианство в Беларуси — самая распространённая религия в стране.
По данным исследовательского центра Pew Research Center в 2010 году в Беларуси проживало 6,83 млн христиан, которые составляли 71,2 % населения этой страны. Энциклопедия «Религии мира» Дж. Г. Мелтона оценивает долю христиан в 2010 году в 73,7 % (7 млн верующих).
Крупнейшим направлением христианства в стране является православие. В 2000 году в Беларуси действовало 2,7 тыс. христианских церквей и мест богослужения, принадлежащих 26 различным христианским деноминациям.
Помимо белорусов, христианами также являются большинство живущих в стране русских, поляков, украинцев, армян, молдаван, литовцев, немцев, болгар и др.